# Георги Станилов
Георги Костов Станилов е български политик, народен представител от БЗНС - Народен съюз.